# 에드 아마트루도
에드 아마트루도(Ed Amatrudo)는 미국의 배우이다.

## 출연 작품

### 영화
- 코카인 커넥션 (1990, A Little Piece Of Sunshine)
- 이중 간첩 (1991, Doublecrossed)
- 원색 지대 (1991, Bare Essentials)
- 황금 사슬 (1991)
- 팝콘 (1991)
- 붉은 유혹 (1992)
- 월터와 프랭크 (1993)
- 고공침투 (1994)
- 나쁜 녀석들 (1995)
- 그녀는 거짓말쟁이 (1996, Hello, She Lied)
- 아웃 오브 타임 (2003)
- CrazySexyCool: The TLC Story (2013) - 클라이브 역
- 블루 마운틴 스테이트: 더 라이즈 오브 사드랜드 (2016)
- 그 여름의 일주일 (2021) - 마크 역